# Yvonne Deltour
Pour les articles homonymes, voir Deltour.
Yvonne Deltour, née Beugnet le 13 juin 1894 à Soissons (Aisne) et morte le 17 septembre 1974 à Montmorency dans le Val-d'Oise, est une Juste française. Directrice de colonie de vacances, elle a caché et sauvé à Enghien-les-Bains (Val-d'Oise) 31 enfants juifs pendant la Seconde Guerre mondiale.

## Biographie
Yvonne Deltour dirigeait la maison d’enfants « Au Peuplier », à Enghien-les-Bains, s’occupant d’une trentaine d’enfants. Elle y a recueilli et caché des enfants juifs pendant l’Occupation.
"Lorsqu'en 1941 le bruit courut que la colonie acceptait toujours les Juifs, l'organisation de sauvetage du Comité Amelot commença à envoyer au Peuplier des enfants dont les parents avaient été déportés et dont elle assumait les frais de séjour. La plupart d’entre eux y vécurent jusqu'à la Libération."
"Pour cette femme qui a perdu une fille de 19 ans, rien n'est plus précieux que la vie d'un enfant. Le danger est
immense. Un millier de soldats allemands sont installés au Casino, à l'hippodrome, dans les hôtels. La Kommandantur est au 171 de l'actuelle avenue de la Division Leclerc (...) les perquisitions de domicile sont fréquentes et la collaboration va bon train."
"Les enfants sont scolarisés sous leur vrai nom, ce qui permet d'utiliser les cartes d'alimentation. (...) Tous les enfants sans exception vont à l'église le dimanche à la messe de 11 heures (...) Tous connaissent parfaitement les prières catholiques, même les enfants juifs, à qui Yvonne Deltour les apprend, pour qu'ils soient 'comme tout le monde', pour les protéger."
"Elle porte toujours les cheveux tirés en chignon. Elle est distinguée mais légèrement voûtée. Elle ne doit pas se laisser déborder, alors elle les élève à l'ancienne. Éducation très stricte, sévère. Son mari qui travaille à la SNCF, mais l'aide beaucoup, a une grosse voix qui fait peur. Il y a aussi une cuisinière, une blanchisseuse et deux dames 'réfugiées'."
À partir de 1943, le danger est trop grand et les enfants ne vont plus à l'école. Un cousin de Monsieur Deltour leur enseigne l'arithmétique. Yvonne Deltour ne garde parmi les enfants juifs déjà présents que ceux dont au moins un parent était déporté.
Il n'y avait jamais plus de 5 à 10 enfants juifs en même temps dans la pension. Parmi les 31 enfants juifs dont Yvonne Deltour a pu communiquer la liste après guerre, certains ne sont restés que quelques mois, d'autres jusqu'à 3 ans.
À la fin de la guerre, plusieurs enfants dont les parents sont morts sont pris en charge par l'Œuvre de secours aux enfants (OSE).
"En 1945, Madame Deltour n'a plus les moyens de garder sa maison. Elle déménage au 17 rue de Malleville et prend part aux activités de l'association juive la Wizo." Yvonne Deltour est membre après la guerre de l'Association nationale des anciens combattants résistants.

## Hommage

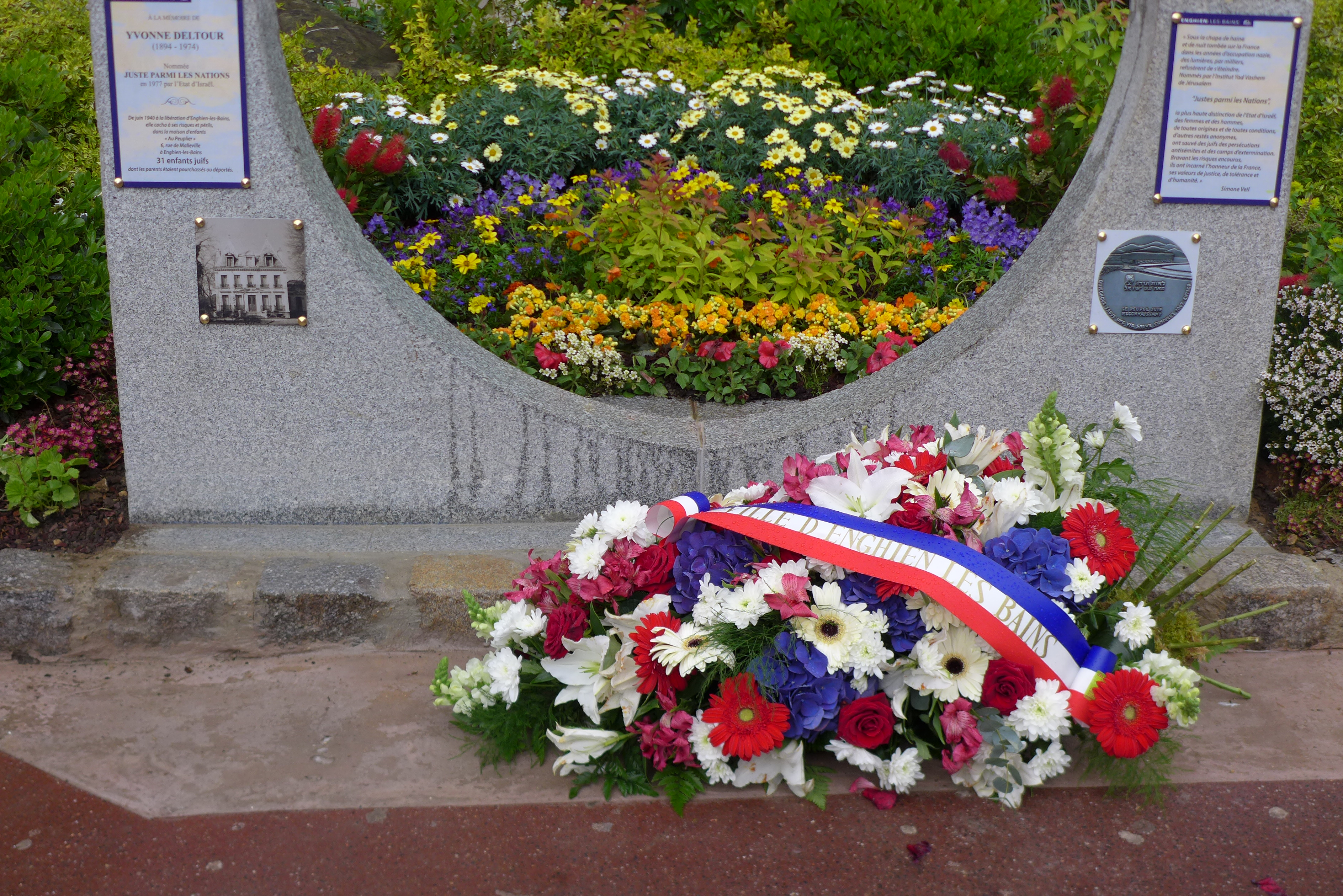
Stèle commémorative à Yvonne Deltour. Inauguration le 29 avril 2018, à Enghien-les-Bains

- L'Institut Yad Vashem de Jérusalem a décerné à Yvonne Deltour le titre de Juste parmi les Nations, à titre posthume le 22 décembre 1977 (dossier no 1239)[2].
- À Enghien-les-Bains, où elle vivait et a sauvé des dizaines d'enfants juifs, un hommage a été rendu à Yvonne Deltour le dimanche 29 avril 2018[4],[5]. Ce jour-là, Journée nationale du souvenir des victimes et des héros de la Déportation, une stèle a été dévoilée au 6, rue de Malleville. "C’est là que Madame Yvonne Deltour a recueilli et caché des enfants juifs pendant l’Occupation. Cette Enghiennoise dirigeait la Maison d’enfants « Au Peuplier », s’occupant d’une trentaine d’enfants."[6]